# لونگدال (اکلاهما)
لونگدال(به انگلیسی: Longdale) شهری در ایالت اکلاهما کشور ایالات متحده آمریکا است که جمعیت آن در سرشماری سال ۲۰۱۰ میلادی، ۲۶۲ نفر بوده‌است.